# Centrale nucleare di Sinope
La centrale nucleare di Sinope  è una futura centrale nucleare turca situata presso la città di Sinope nella provincia di Sinope, a sud del golfo di Hamsilos, nella Turchia settentrionale. Si prospetta che la centrale abbia 4 reattori di III gen per almeno 4000 MW totali.